# 룽화구 (선전시)

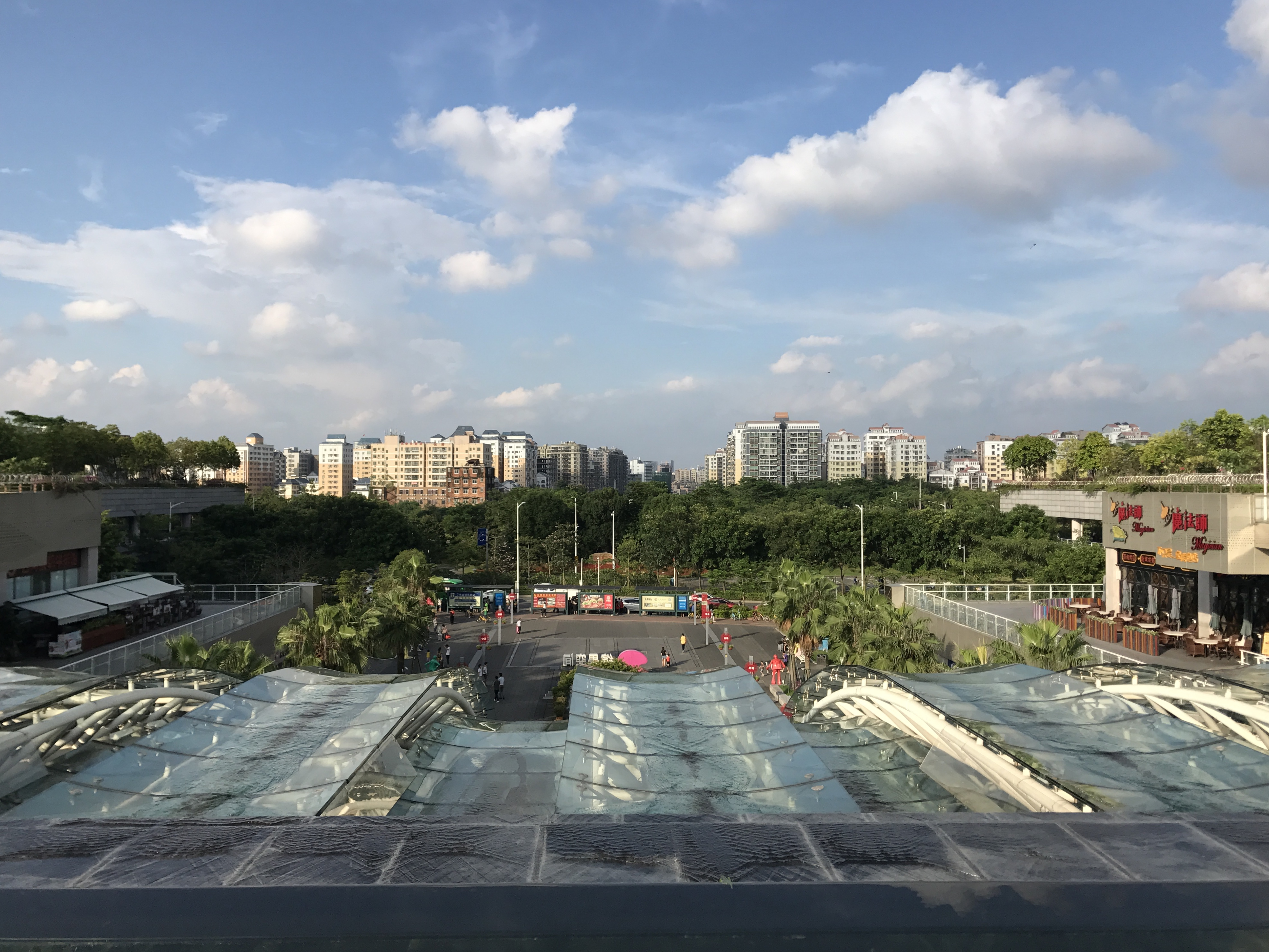

룽화구(한국어: 용화구, 중국어 간체자: 龙华区, 정체자: 龍華區, 병음: Lónghuá Qū)는 중화인민공화국 광둥성 선전시의 9개 구 중 하나이다. 2016년 9월 14일에 신설되었으며 면적은 175km2, 인구는 1,379,000명(2010년 기준)이다.

## 같이 보기
- 광둥성
- 선전시